# ОШ „Вук Караџић” Чачак
ОШ „Вук Караџић” је једна од градских школа у Чачку, основана 1809. године.
Школа носи име по Вуку стефановићу Караџићу, српском филологу, реформатору српског језика, сакупљачу народних умотворина и писцу првог речника српског језика.